# Сундаланд

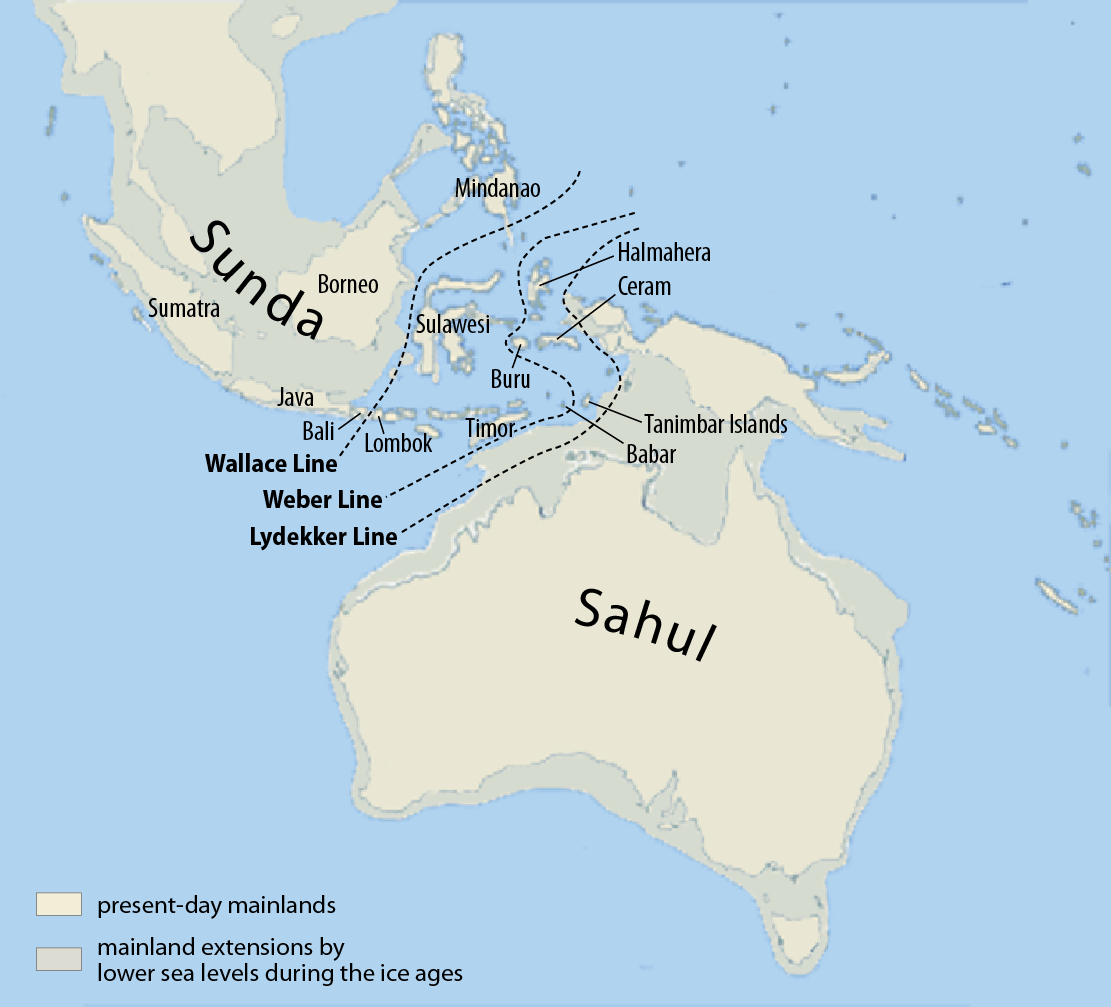
Сахул и Сундаланд во время последнего ледникового максимума, когда уровень моря был на 150 м ниже нынешнего. Район между азиатским и австралийским шельфами носит название Уоллесия

Сундаланд — биогеографический регион в Юго-Восточной Азии, включающий в себя азиатский континентальный шельф. Регион состоит из полуострова Малакка и крупных островов Калимантан, Ява и Суматра с прилегающими островами. Восточной границей Сундаланда служит линия Уоллеса, она же служит и восточной границей азиатской фауны и границей между индомалайской и австралазийской зонами.
В течение ледникового периода, примерно от 110 000 до 12 000 лет назад, уровень океана был ниже и весь Сундаланд был продолжением азиатского континента. В результате этого острова Сундаланда служат домом для многих азиатских животных, а также территорией расселения древних веддоидов.